# Odzewnik
Odzewnik (automatyczny odzewnik przyjściowy AOP, robot przyjściowy) – automatyczne urządzenie telekomunikacyjne do badania łączy telefonicznych symulującym czynności abonenta wywoływanego (tzw. Abonent B).

## Typy odzewników

### Centrale serii E-10

#### Odzewnik RAV

Schemat blokowy odzewnika RAV

Odzewnik abonencki RAV jest automatycznym odzewnikiem używanym do dokonywania prób typu abonent-abonent. Jest osiągalny z dowolnego punktu sieci telefonicznej przez operatora Centrum Przetwarzania Informacji CTI jak i za pośrednictwem generatora wywołań HD. Odzewnik RAV nie może samodzielnie generować wywołań.
Po wywołaniu robot realizuje następujące funkcje:
- odbiera prąd dzwonienia,
- zamyka pętlę abonencką,
- wysyła sygnał 800 Hz symulujący rozmowę,
- otwiera pętlę abonencką.

Są one nadzorowane przez abonenta wywołującego (tzw. Abonent A: operator Centrum Przetwarzania Informacji CTI lub generator wywołań HD), który odbiera:
- sygnał zwrotny wywołania,
- sygnał rozmowy 800 Hz,
- sygnał zajętości.

Jeżeli Abonent A rozłączy się jako pierwszy, robot do końca realizuje cykl pracy.
Pakiet składa się z 3 części:
- układu podstawy czasu,
- logiki wytwarzania czasów trwania sekwencji,
- układów odbioru prądu dzwonienia, zmiany stanu pętli,
- nadawania sygnału 800 Hz.

Szczegółowy program pracy robota przyjściowego składa się z 4 cykli:
| Faza        | Czas trwania                           | Czynności robota |
| ----------- | -------------------------------------- | --- |
| spoczynkowa | do momentu wykrycia sygnału dzwonienia | - |
| dzwonienia  | 12,5 s ±10%                            | Rozpoczyna się po 5 okresie pierwszego cyklu dzwonienia, a kończy po 3 cyklu dzwonienia zamknięciem pętli abonenckiej |
| rozmowy     | 12,5 s                                 | Wysyłanie sygnału 800 Hz w cyklu 2,5 s/2,5 s. Faza kończy się rozwarciem pętli abonenckiej.                           |
| oczekiwania | 5 s                                    | Następuje po fazie rozmowy. Po fazie oczekiwania następuje faza spoczynkowa.                                          |

Na każdą centralę satelitową CSAD przypadał 1 odzewnik RAV, a w centrum komutacyjnym 1 odzewnik RAV na jedną grupę 16 UR.

#### Odzewnik HAV

Schemat blokowy odzewnika HAV

Hypsometr przyjściowy HAV jest automatycznym urządzeniem do badania łączy telefonicznych. Wywoływany jest za pośrednictwem hypsometru wyjściowego. Hypsometr przyjściowy HAV nie może samodzielnie wysyłać wywołań. Połączenie tych 2 hypsometrów pozwala sprawdzić działanie zespołów sygnalizacyjnych jak również jakość transmisji za pomocą wymiany sygnałów 800 Hz. Średnia długość cyklu pomiarowego to 8 s.
Pakiet składa się z 3 części:
- układ podstawy czasu – oscylator RC o częstotliwości 8 kHz, który może być zastąpiony sygnałem T5 z centrum komutacyjnego. Sygnał ten jest dzielony przez 10 dla uzyskania sygnału 800 Hz używanego w fazie nadawania. Sygnał 800 Hz jest dzielony przez 2, co pozwala wysyłać takty H 2,5 ms do urządzenia wytwarzającego sekwencje sterujące.
- układ wytwarzający sekwencje sterujące – steruje urządzeniem, wytwarzając 7 faz tworzących cykl hypsometru przyjściowego.
- układ pomiaru i sygnalizacji, na który składa się: układ wykrywania zgłoszeń, układ pętli elektronicznej (wytworzenie sygnału odpowiedzi hypsometru przyjściowego), układ pomiaru 800 Hz.

| Faza | Czas trwania                 | Czynności robota |
| ---- | ---------------------------- | --- |
| 0    | do momentu odbioru wywołania | - |
| 1    | 1,28 s                       | Następuje po otrzymaniu sygnału zajęcia (uziemienie żyły c). HAV odpowiada potwierdzeniem zajęcia (zamknięcie pętli). |
| 2    | 3,2 s                        | HAV mierzy poziom sygnału 800 Hz nadawanego przez generator wywołań HD                                                |
| 3    | 0,32 s                       | Przełączenie obwodów nadawczych i odbiorczych w HAV i HD                                                              |
| 4    | 1,6 s                        | HAV nadaje sygnał 800 Hz do HD                                                                                        |
| 5    | 1,28 s                       | Analiza i zapis wyników pomiarów                                                                                      |
| 6    | max. 0,32 s                  | Faza oczekiwania na zwolnienie (odłączenie żyły c od uziemienia)                                                      |

W centralach miejskich podłącza się hypsometr HAV do jednego z wyposażeń abonenckich za pomocą 3 przewodów (żyły: a, b, c).

### Centrale serii DGT

#### Odzewnik RAV
Odzewnik RAV po odebraniu sygnału wywołania podaje poziom sygnału odebranego sygnału testowego. Po wykonaniu testu odzewnik RAV wysyła depeszę statystyczną w formacie:
```
pomiar adr. odzew. → adr. łącz. 1/y
```

gdzie adr. odzew. – adres odzewnika, adr. łącz. – adres fizyczny łącza międzycentralowego, które zajęło odzewnik, y – kod błędu (0 – brak błędu, 2 – rozłączenie przed zakończeniem pomiarów)
Cykl pracy odzewnika RAV:
| Faza                    | Czas trwania         | Czynności robota                                                                                      |
| ----------------------- | -------------------- | --- |
| zajęcie łącza           | 1–3 cykli dzwonienia | Zamknięcie pętli abonenckiej                                                                          |
| rozmowy                 | 12,5 s               | Wysyłanie sygnału 800 Hz (-6 dBm0) w cyklu 2,5 s/2,5 s. Faza kończy się rozwarciem pętli abonenckiej. |
| powrót w stan spoczynku | 1 s                  | |

#### Odzewnik HAV
Odzewnik HAV po odebraniu sygnału wywołania oczekuje przez określony czas na sygnał testowy 800 Hz. Po jego odebraniu i porównaniu i sprawdzeniu jego poziomu wysyła sygnał 800 Hz ze ściśle określonym poziomem. Porównanie poziomu sygnału z jakim dotarł on do centrali współpracującej z poziomem wyjściowym pozwala określić tłumienność przejścia.
Po wykonaniu testu odzewnik HAV wysyła depeszę statystyczną w formacie:
```
pomiar adr. odzew. → adr. łącz. 2/y
```

gdzie adr. odzew. – adres odzewnika, adr. łącz. – adres fizyczny łącza międzycentralowego, które zajęło odzewnik, y – kod błędu (0 – brak błędu, 1 – brak lub niewłaściwy poziom sygnału testowego robota, 2 – rozłączenie przed zakończeniem pomiarów)
Cykl pracy odzewnika RAV:
| Faza                              | Czas trwania         | Czynności robota |
| --------------------------------- | -------------------- | --- |
| przejście ze spoczynku do odbioru | 1–3 cykli dzwonienia | Zamknięcie pętli abonenckiej |
| odbiór                            |                      | Oczekiwanie 3 s na sygnał testowy 800 Hz. Sprawdzenie poziomu sygnału odebranego ±3 dBm. Czas nadawania przez stronę zajmującą ≥ 2,5 s |
| przełączenie                      | 0,32 s               | Przełączenie nadajników i odbiorników                                                                                                  |
| nadawanie                         | 1,6 s                | Wysłanie sygnału testowego 800 Hz/0 dBm0 (lub -6 dBm0)                                                                                 |
| rozłączenie                       | 1 s                  | Rozłączenie pętli abonenckiej |

W przypadku stwierdzenia niewłaściwego poziomu sygnału lub czasu trwania fazy przełączenia i nadawania nie występują.

### Odzewnik systemu ATME2
Służy do badania łączy międzynarodowych. Komunikacja między aparatami odbywa się kodem MFC nr 5, a badania mają przebieg zgodny z zaleceniem CCITT O.22.

### Odzewnik systemu ABA30
Służy do badania łączy międzymiastowych.
W wersjach B3, B30, B31, B32 oparte na układach TTL. Ulegały modernizacji i w wersjach B30P oraz B32P były oparte na sterowaniu mikroprocesorem (Z80). 

### Odzewnik systemu ABUS
Służy do badań sieci strefowych.
Odzewnik ma 5–32 wejść i jest dołączony do wyjść stopnia abonenckiego centrali. Na polecenie sterownika wykonuje badania (kolejno lub równocześnie dla wszystkich dołączonych linii) i przekazuje lub rejestruje ich wyniki. Najprostsza wersja tego typu aparatury to próbnik dróg połączeniowych, który sprawdza poprawność zestawiania i rozłączania połączeń (z ewentualną kontrolą poprawności przekazywanych sygnałów tonowych). Komunikacja między aparaturami ABUS-AB odbywa się za pomocą sygnałów kodu MFC-R2.

### PMX-IŁ
Opracowany i rozwijany od 2000 roku w ramach Systemu oceny sieci telekomunikacyjnych AWP-IŁ w Zakładzie Z-10 Instytutu Łączności. System jest wykorzystywany przez Urząd Komunikacji Elektronicznej do oceny jakości operatorów telekomunikacyjnych.
Odzewnik PMX-IŁ umożliwia próbnikom PM zdalne badanie usług z punktu widzenia abonentów odległych central telefonicznych. 
Odzewnik PMX, po wywołaniu odebranym z linii telefonicznej wejściowej L.We, zgłasza się sygnałem tonowym 2 kHz, i po nim 2,4 kHz, a następnie po odebraniu nadanego sygnałami DTMF kodu dostępu – łączy akustycznie tę linię z linią telefoniczną wychodzącą L.Wy, po której można zdalnie zestawić kodem DTMF połączenie i skontrolować np. za pomocą próbników PM5, jakość usługi w sieci telefonicznej.
W skład odzewnika PMX wchodzą: przekaźniki elektroniczne P1, P2 i P3, kondensatory separujące C1 i C2, układy „pętli elektronicznej” „PP” i Pp”, generator z transformatorem „Tr” oraz sterujący pracą urządzenia – układ mikroprocesorowy „μP”. Dla realizacji funkcji odzewnika urządzenie musi być dołączone do „przychodzącej” telefonicznej linii analogowej L.We., a dla realizacji funkcji ekspandera także do analogowej „wychodzącej” linii L.Wy..
Urządzenie PMX odwzorowuje dwa abonenckie aparaty telefoniczne wraz z krótkimi liniami telefonicznymi o rezystancji 250 Ω i tłumienności 4 ±1 dB każda (tłumienność przejścia przez centralę i urządzenie wynosi 8 dB, z czego 7 dB to tłumienność wnoszona przez każdą centralę na zakończeniu analogowym). PMX realizuje dwie funkcje:
- automatycznego urządzenia odzewowego, które w odpowiedzi na sygnał dzwonienia z linii telefonicznej „L.We.” wysyła sygnał akustyczny oraz
- ekspandera, przedłużającego na żądanie linię telefoniczną przyjściową L.We. w taki sposób, że jest traktowana przez centralę jak linia lokalnego abonenta L.Wy..

Funkcje i styki dla dostępu przewodowego (linie telefoniczne L.We, L.Wy):
- odbiór połączeń przychodzących z linii L.We. (typowo zgłoszenie po trzecim sygnale dzwonienia);
- zestawianie połączeń wychodzących na linii L.Wy. kodem DTMF (retransmisja tych kodów);
- typowo nadawany jest sygnał „2 kHz” (2085 ±15 Hz/-4 ±1 dB) i „2,4 kHz” (2400 ±15 Hz/-5 ±1 dB);
- tłumienie przesyłanych sygnałów 300 ÷ 3400 Hz przez elementy wewnętrzne wynosi 1 ±0,2 dB;
- typowe całkowite tłumienie sygnałów akustycznych przy przejściu przez ekspander PMX, centralę oraz „krótkie” linie telefoniczne L.We. i L.Wy. wynosi 8 ±2 dB.

PMX jest zasilany prądem z linii abonenckiej L.We. i nie wymaga innego źródła zasilania.
Oprogramowanie odzewnika PMX zawarte jest w procesorze ATTINY2313-20SU (o architekturze AVR-RISC Atmel, 120 rozkazów, EPROM 2 kB, EEPROM 128 B, SRAM 128 B, pobór prądu w stanie aktywnym 0,2 mA), zostało napisane w Assemblerze i zawiera około 700 rozkazów. Zmiana ustawień wielu parametrów może odbywać się zdalnie, a polecenia są przekazywane sygnałami DTMF.

#### Współpraca z urządzeniami TRU systemu A8620
- przy typowych ustawieniach parametrów, PMX zgłasza się 400 ms po zakończeniu 4 sygnału dzwonienia (sygnały z detektora „Od”) na linii przyjściowej L.We. (liczba sygnałów, po której następuje zgłoszenie jest zdalnie programowana), zamykając „pętlę prądową” (przekaźniki P1 oraz Pp),
- po upływie 1 sekundy od zgłoszenia, PMX wysyła sygnał akustyczny (uczestniczą P3, Gen i Tr), przy typowych ustawieniach parametrów – najpierw „2 kHz” (2085 ±15 Hz, -4 ±1 dB) przez 4 s ±0,1 s i bezpośrednio po nim drugi „2,4 kHz” (2400 ±15 Hz, -5 ±1 dB) o czasie trwania 2 s ±0,1 s, (obecność sygnałów akustycznych, ich kolejność i czas trwania mogą być zdalnie programowane),
- po upływie 10 sekund od zakończenia nadawania sygnału akustycznego, przy braku sygnałów DTMF, PMX rozłącza połączenie (zwolnienie P1 i Pp).

#### Współpraca z próbnikiem PM3
Odzewnik PMX współpracuje z urządzeniami PM3, w ten sposób, że w odpowiedzi na wywołanie wysyła sygnał akustyczny 2,4 kHz (jest on wysyłany po trwającym 4 sekundy sygnale 2 kHz).

#### Współpraca z próbnikiem PM5
- przy typowych ustawieniach parametrów, PMX zgłasza się 400 ms po zakończeniu 4 sygnału dzwonienia (sygnały z detektora „Od”) na linii przyjściowej L.We. (liczba sygnałów, po której następuje zgłoszenie jest zdalnie programowana), zamykając „pętlę prądową” (uczestniczą P1 oraz Pp);
- po upływie 1 sekundy od zgłoszenia PMX wysyła sygnał akustyczny (uczestniczą P3, Gen i Tr), przy typowych ustawieniach parametrów – najpierw „2 kHz” (2085 ±15 Hz, -4 ±1 dB) przez 4 s ±0,1 s i bezpośrednio po nim drugi „2,4 kHz” (2400 ±15 Hz, -5 ±1 dB) o czasie trwania 2 s ±0,1 s,
- jeżeli przed upływem 10 sekund od końca sygnału akustycznego (i zwolnienia P3) PMX odbierze nadaną sygnałami DTMF cyfrę „7”, to (wysterowując P3) wysyła 1 s sygnał „2 kHz” (2085 ±15 Hz, -4 ±1 dB), po czym rozłącza połączenie (zwolnienie P1 i Pp oraz P3).